# Wakeskate
Le Wakeskate est un sport nautique, dérivé du wakeboard et du ski nautique et qui, dans sa pratique, possède des ressemblances avec le skateboard.

## Histoire de la discipline
Une des premières personnes identifiées dans la presse skiant sur un wakeskate serait le français Alexandre Barnoin dans le magazine Wakeboarding-U.S en slide sur un wakeboard sans chausses avec l'inscription en gras « Aux US qui peut faire ça ? ».
Le wakeskate s'est démocratisé grâce à l'américain Thomas Horrel and Ben Horan.

## Les planches
Les planches utilisent un design similaire à celui des planches de wakeboard et sont fabriquées en bois contreplaqué ou en fibre de verre. Contrairement au wakeboard, le rider n'a pas les pieds fixés à la planche, ce qui constitue la principale particularité de ce sport. Pour pallier l'absence de chausses, la surface supérieure de la planche est recouverte d'une matière adhérente, à savoir soit un grip similaire à celui que l'on retrouve sur les planches de skateboard, soit d'une mousse plastique. Les riders portent également des chaussures afin de bénéficier de plus d'adhérence.
Les planches mesurent en général entre 98 et 101 cm de long, les tailles se sont standardisées (38 à 41), ce qui est bien plus court qu'une planche de wakeboard. Les planches sont équipées de la même semelle de protection que les wakeboards. Les marques leader sont Fattitesi Wakeskates, Watermonsters, Liquid Force. 
Ce sport a beaucoup évolué en quelques années aussi bien sur le plan technique que sur la pratique.

## Éléments tracteurs
Comme pour le wakeboard, on peut utiliser comme élément tracteur un bateau, un téléski nautique, ou encore un treuil. 

## Figures
Les figures en wakeskate dérivent en fait plus des figures de skateboard en plus de celles du wakeboard qui sont liées hors Air Trick. Les figures aussi bien sur obstacle "module" qu'en "flat" figure sur l'eau. Le sport ne cesse d'évoluer et les figures sont de plus en plus techniques.

## Riders français
- Clément Deprémonville, champion du monde en iwwf open
- Mateo Collard, champion d Europe et d Afrique U17 en 2017
- Maxime Giry, champion du monde U19 en 2022
- Leo Labaden, Bertrand Oustrières, Clément Papeil, Thomas Barros, Jules Lavieille, Camille Charraud, etc.

## Principales marques
- Remote Wakeskate (US)
- Fattitesi Wakeskates (IT)
- Aesthetic Wakeskate (GB)
- Liquid Force (US)
- Virtue Wakeskate (US)
- Quantum Wakeskate (FR)